# リトル・ドラゴン

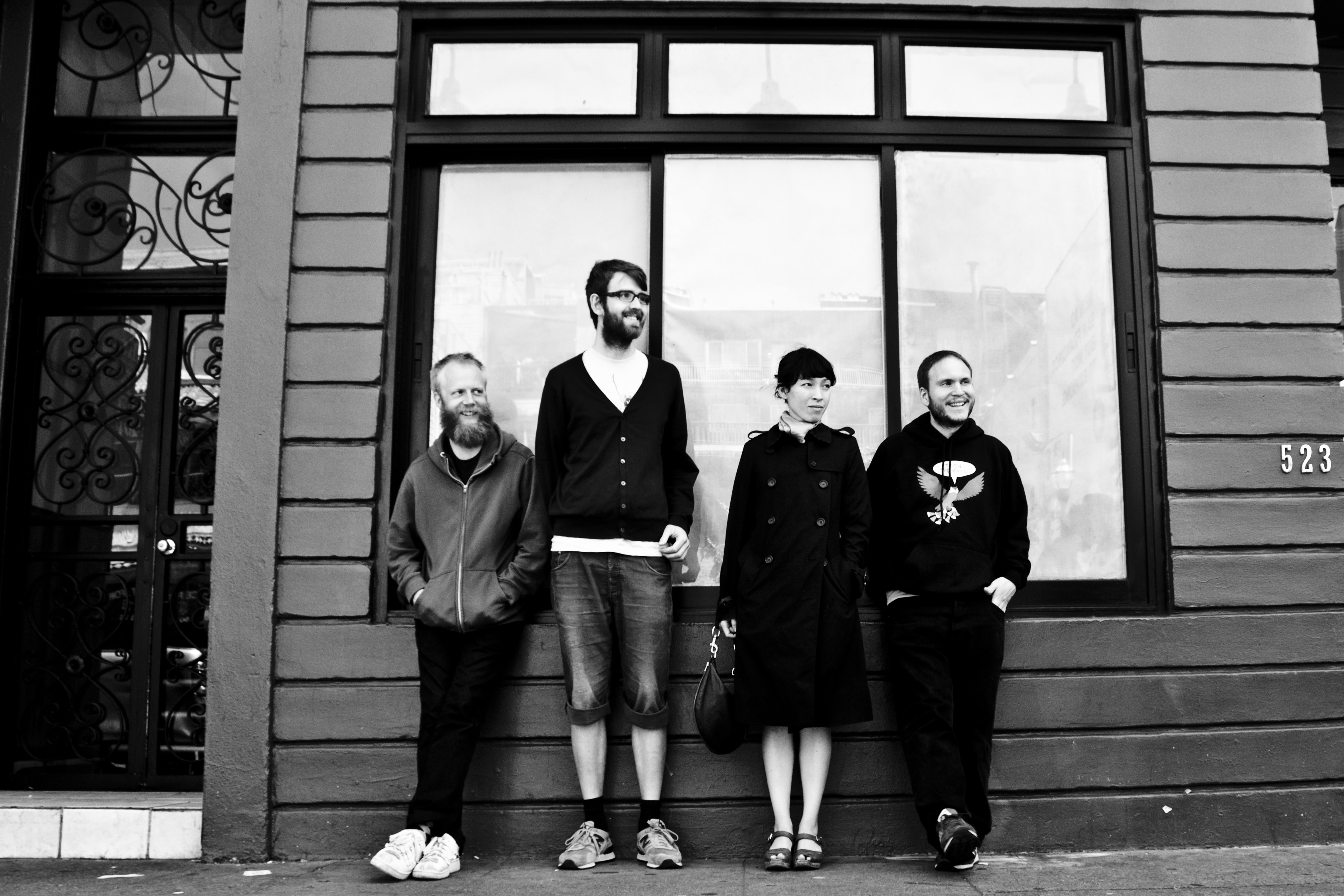
リトル・ドラゴン

リトル・ドラゴン（Little Dragon）は、1996年結成のスウェーデン・ヨーテボリ出身のバンド。
2006年にOff the Wallレーベルから初のシングル「Twice / Test」をリリース。翌2007年、イギリスのインディーレーベル、Peacefrog Recordsと契約を結び、セルフタイトル作『リトル・ドラゴン』をリリース。2009年には2作目『マシーン・ドリームス』を、2011年には3作目『リチュアル・ユニオン』をリリースした。このアルバムは『ローリング・ストーン』誌の2011年ベスト・アルバム50選で41位にランク付けされた。

## メンバー
- ユキミ・ナガノ (Yukimi Nagano) - ボーカル、パーカッション
- フレドリック・ヴァリン (Fredrik Källgren Wallin) - ベース
- ホーカン・ヴィレーンストランド (Håkan Wirenstrand) - キーボード
- エリック・ボダン (Erik Bodin) - ドラム

## ディスコグラフィ

### アルバム
- 『リトル・ドラゴン』 - Little Dragon (2007年、Peacefrog)
- 『マシーン・ドリームス』 - Machine Dreams (2009年、Peacefrog)
- 『リチュアル・ユニオン』 - Ritual Union (2011年、Peacefrog)
- 『ナブマ・ラバーバンド』 - Nabuma Rubberband (2014年、Because)
- Season High (2017年、Because)
- 『ニュー・ミー、セイム・アス』 - New Me, Same Us (2020年、Ninja Tune)
- 『スラッグス・オブ・ラブ』 - Slugs of Love (2023年、Ninja Tune)

### EP
- Twice Remix (2008年)
- Blinking Pigs (2010年)
- Ritual Union (2011年)
- Little Man (2011年)
- Amazon Artist Lounge (2014年)
- Klapp Klapp / Paris Remixes (2014年)
- Lover Chanting (2018年)
- Drifting Out (2021年)
- Opening the Door (2022年)
- Slipping Into Color (2023年) ※with April + Vista